# Kluzja

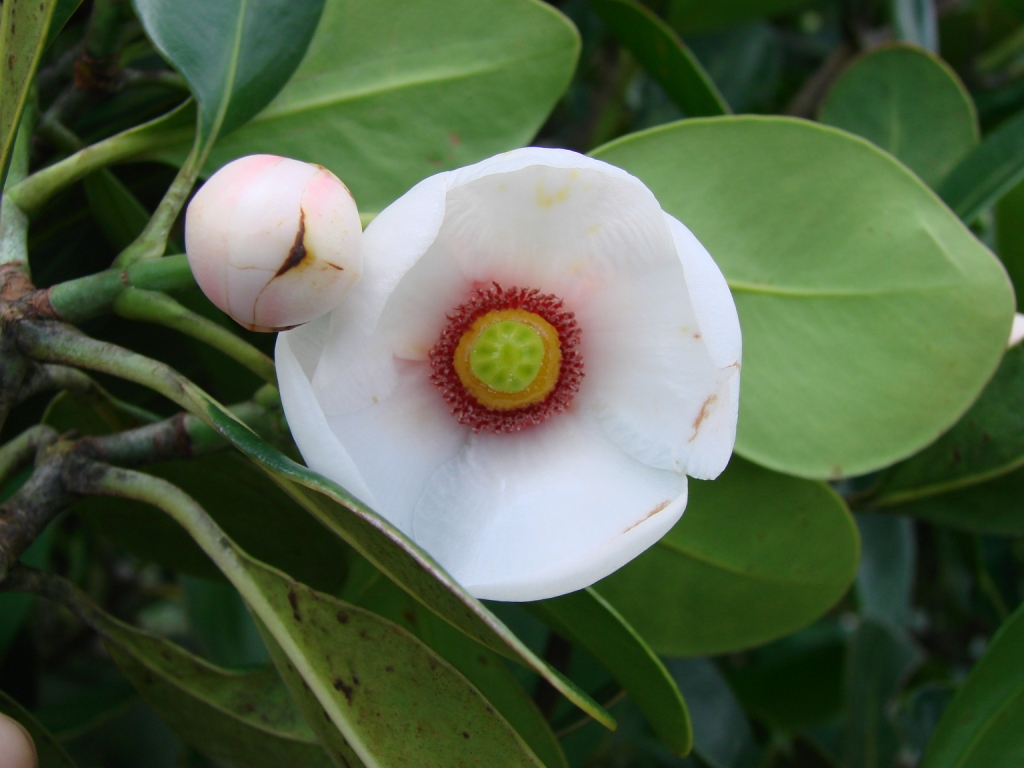
Kwiat Clusia nemorosa

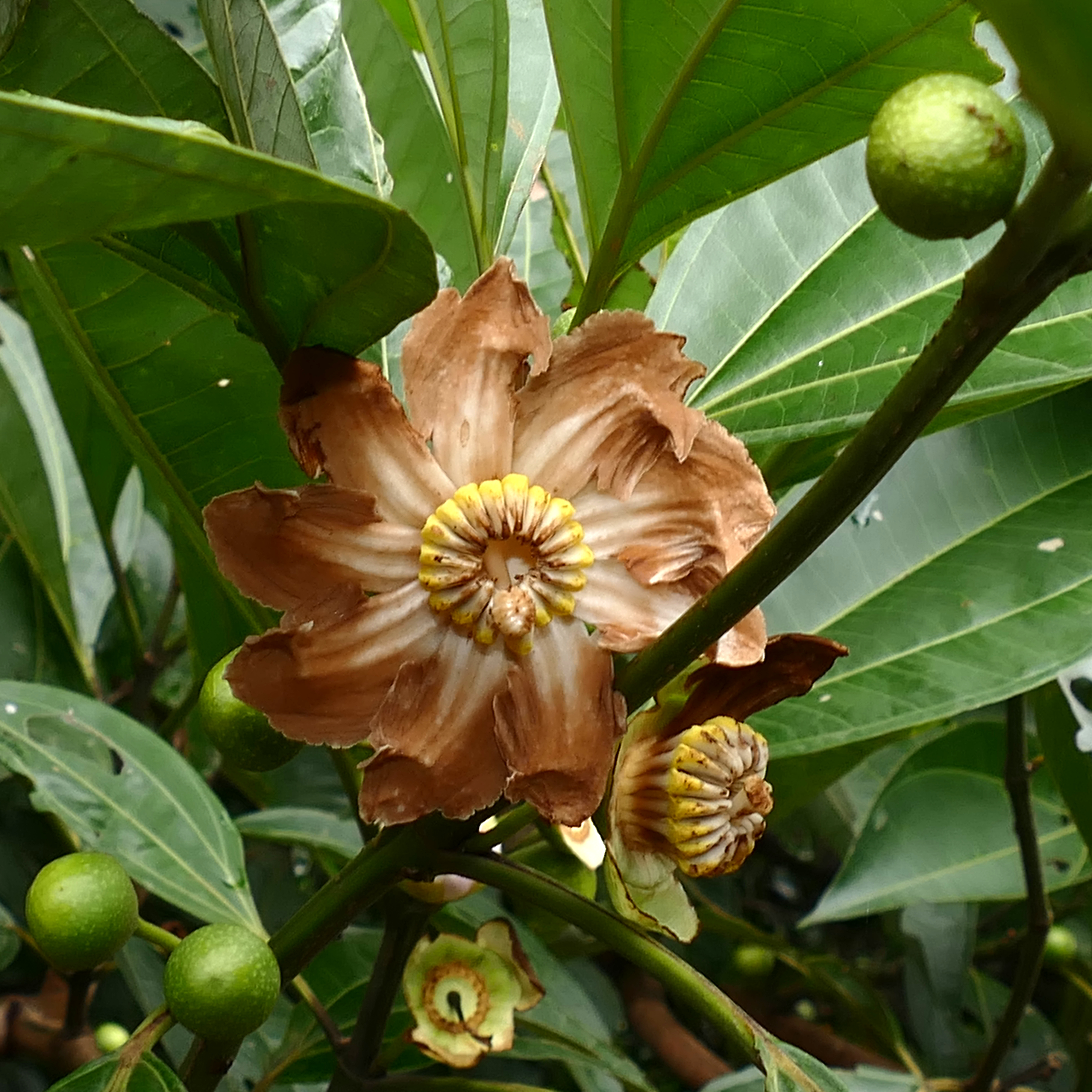
Clusia grandiflora

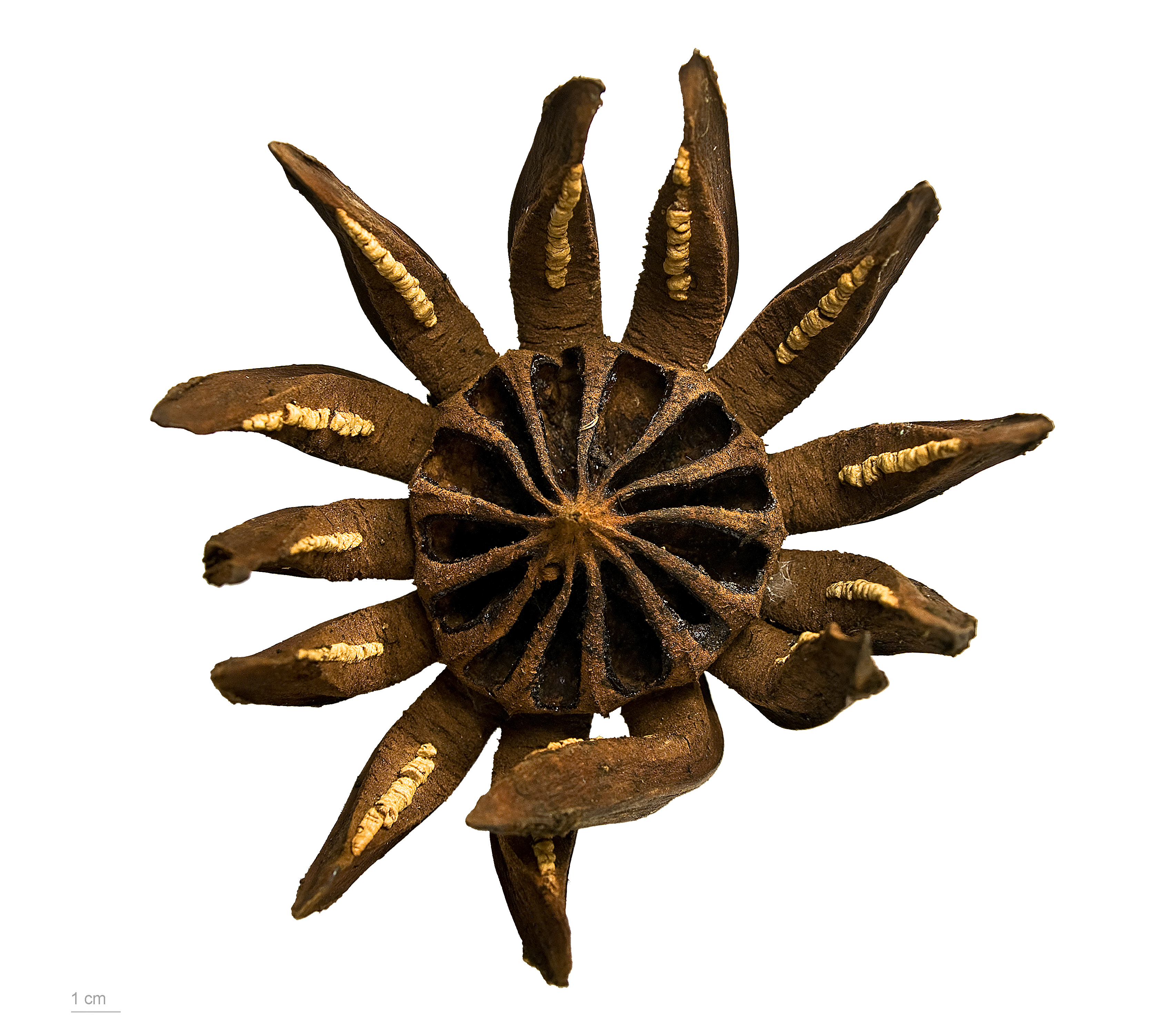
Owoc z nasionami Clusia grandiflora

Kluzja, okrętnica (Clusia L.) – rodzaj roślin z rodziny kluzjowatych pochodzący z rejonu Morza Karaibskiego. Żywica tych roślin bywa używana do uszczelniania łodzi.

## Morfologia
PokrójWiecznozielone krzewy i niewielkie drzewa do 20 m wysokości. Zwykle z korzeniami powietrznymi. Często zaczynają życie jako epifity.
LiścieDuże (do 20 cm długości), sztywne, skórzaste, naprzeciwległe, odwrotnie jajowate. Nerw główny silny, nerwy boczne słabo zaznaczone.
KwiatyOkazałe, z koroną długości 5–8 cm, z 4–8 białymi lub różowymi płatkami.
OwoceKulistawe, zielone. Dojrzałe pękają gwiazdkowato, 6–16 klapkami. Nasiona białe z czerwoną otoczką.

## Systematyka
Wykaz gatunków
- Clusia abbottii Urb.
- Clusia acuminata Planch. & Triana

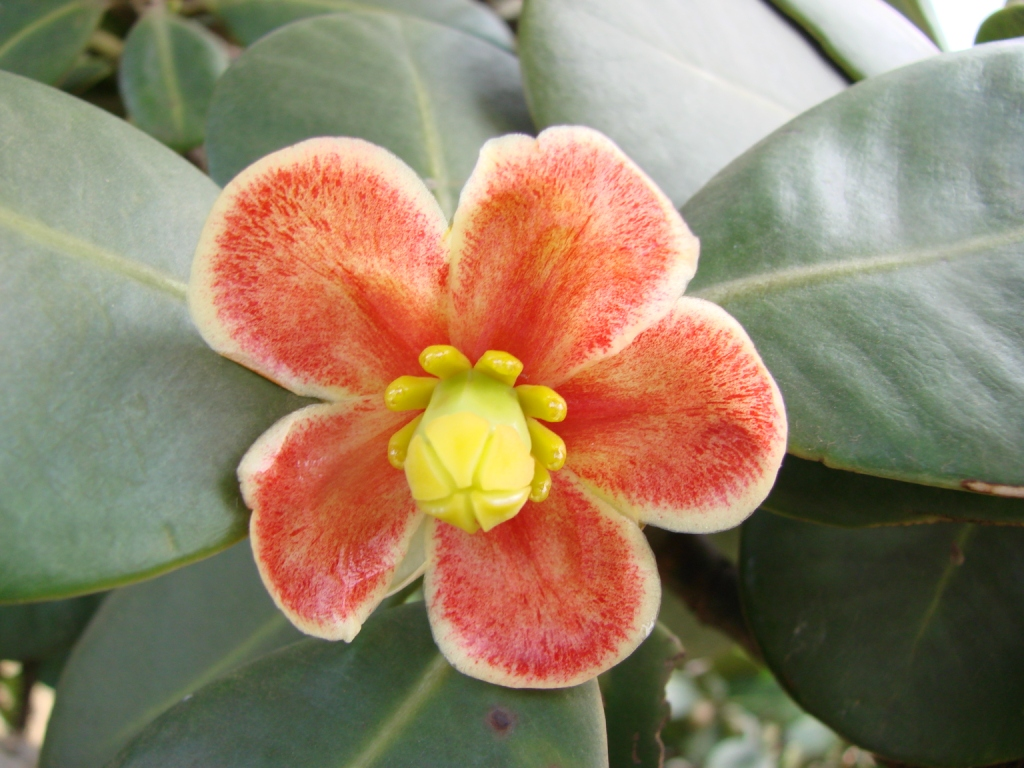
Clusia burchellii

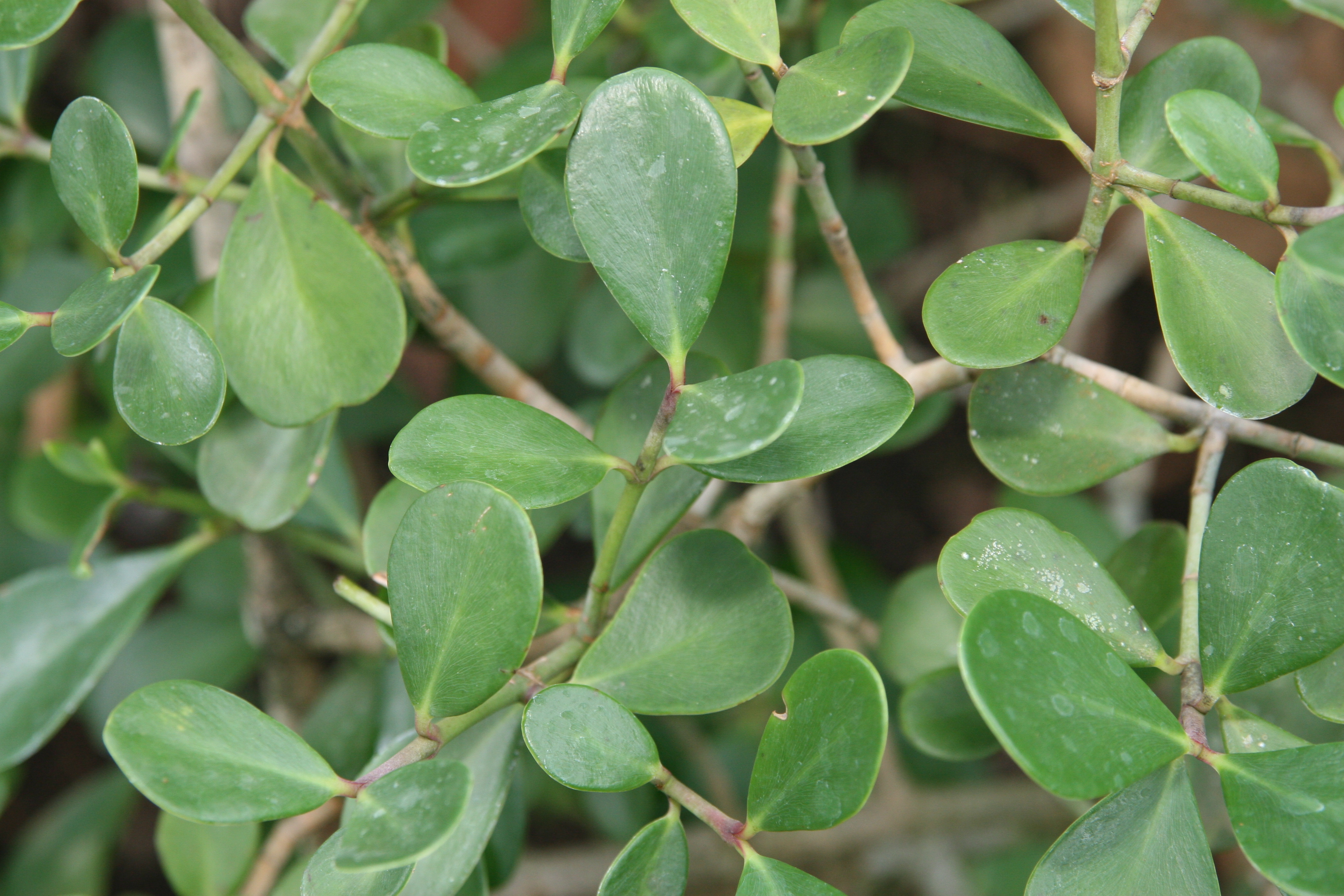
Liście Clusia minor

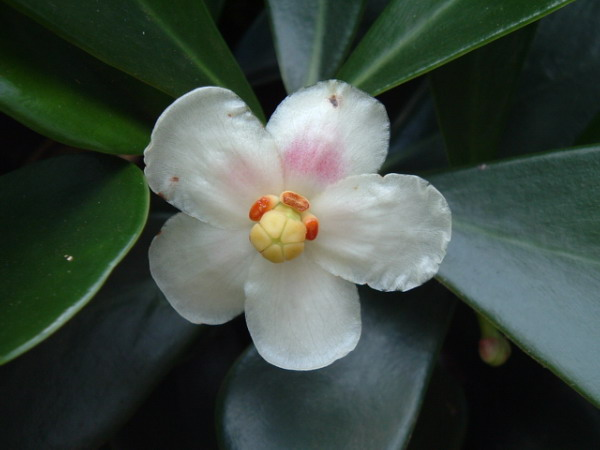
Kwiat Clusia fluminensis

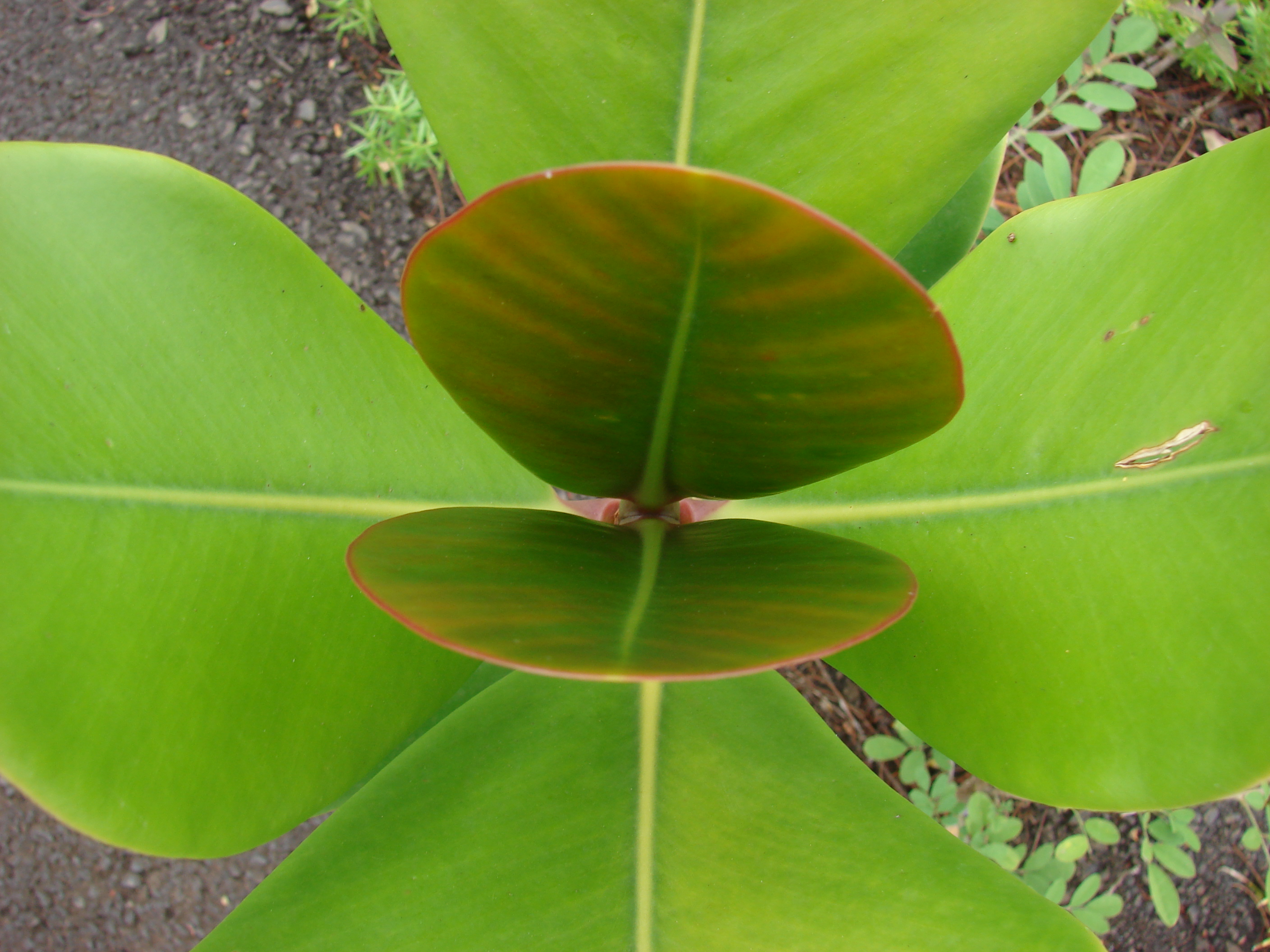
Liście Clusia rosea

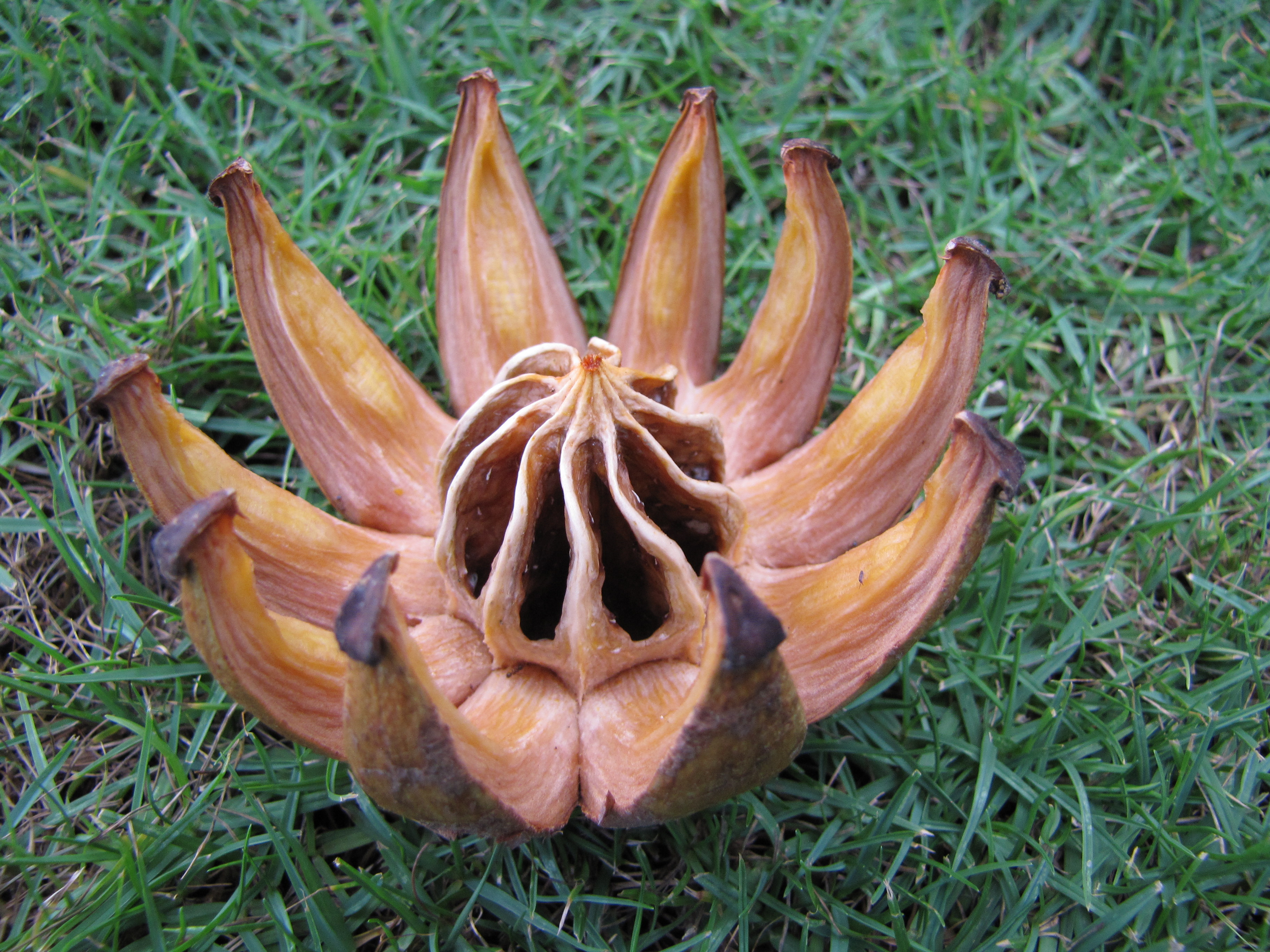
Otwarty owoc Clusia rosea

- Clusia aemygdioi Gomes da Silva & B.Weinberg
- Clusia alainii Borhidi
- Clusia alata Planch. & Triana
- Clusia amabilis Maguire
- Clusia amazonica Planch. & Triana
- Clusia androphora Cuatrec.
- Clusia angustifolia Engl.
- Clusia annularis Maguire
- Clusia araracuarae Pipoly
- Clusia aripoensis Britton
- Clusia aristeguietae (Maguire) Pipoly
- Clusia arrudea Planch. & Triana
- Clusia articulata Vesque
- Clusia asymmetrica Pipoly
- Clusia aymardii Pipoly
- Clusia belizensis Standl.
- Clusia bernardoi Pipoly & Cogollo
- Clusia bicolor Mart.
- Clusia botryoidea Maguire
- Clusia brachycarpa Cuatrec.
- Clusia brachystyla Maguire
- Clusia bracteosa Cuatrec.
- Clusia brittonii Alain
- Clusia brongniartiana Planch. & Triana
- Clusia burchellii Engl.
- Clusia burle-marxii Bittrich
- Clusia caicedoi Cuatrec.
- Clusia cajamarcensis Engl.
- Clusia cajambrensis Cuatrec.
- Clusia calimae Maguire
- Clusia callosa Britton & P.Wilson
- Clusia candelabrum Planch. & Triana
- Clusia carachensis (H.Karst.) Vesque
- Clusia cardonae Maguire
- Clusia carinata Engl.
- Clusia cassinioides Planch. & Triana
- Clusia caudata (Planch. & Triana) Pipoly
- Clusia celiae Maguire
- Clusia centricupula Cuatrec.
- Clusia cerroana Steyerm.
- Clusia chiribiquetensis Maguire
- Clusia chusqueae Ewan
- Clusia clarendonensis Britton
- Clusia clusioides (Griseb.) D'Arcy
- Clusia cochlanthera Vesque
- Clusia cochliformis Maguire
- Clusia cochlitheca Maguire
- Clusia coclensis Standl.
- Clusia colombiana Pipoly
- Clusia columnaris Engl.
- Clusia comans (Mart.) Pipoly
- Clusia congestiflora Cuatrec.
- Clusia coremandra Cuatrec.
- Clusia crassifolia Planch. & Triana
- Clusia crassipetiolata Cuatrec.
- Clusia crenata Cuatrec.
- Clusia criuva Cambess.
- Clusia croatii D'Arcy
- Clusia cruciata Cuatrec.
- Clusia cundinamarcensis Cuatrec.
- Clusia cuneata Benth.
- Clusia cuneifolia Cuatrec.
- Clusia cupulata (Maguire) Maguire
- Clusia cylindrica Hammel
- Clusia dardanoi G.Mariz & Maguire
- Clusia decussata Ruiz & Pav. ex Planch. & Triana
- Clusia deminuta Pipoly
- Clusia densinervia Cuatrec.
- Clusia diamantina Bittrich
- Clusia dichrophylla Standl.
- Clusia diguensis Cuatrec.
- Clusia discolor Cuatrec.
- Clusia divaricata Maguire
- Clusia dixonii Little
- Clusia domingensis Urb.
- Clusia drouetiana L.B.Sm.
- Clusia duartei Maguire
- Clusia ducu Benth.
- Clusia ducuoides Engl.
- Clusia duidae Gleason
- Clusia dukei Maguire
- Clusia elliptica Kunth
- Clusia ellipticifolia Cuatrec.
- Clusia elongata Rusby
- Clusia engleriana Pipoly
- Clusia epiphytica (Cuatrec.) Pipoly
- Clusia equinoglossa Cuatrec.
- Clusia erubescens Vesque
- Clusia eugenioides Planch. & Linden ex Planch. & Triana
- Clusia fabiolae Pipoly
- Clusia firmifolia Cuatrec.
- Clusia fistulosa Cuatrec.
- Clusia flava Jacq.
- Clusia flavida (Benth.) Pipoly
- Clusia flaviflora Engl.
- Clusia fluminensis Planch. & Triana
- Clusia fockeana Miq.
- Clusia formosa Cuatrec.
- Clusia fragrans Gardner
- Clusia fructiangusta Cuatrec.
- Clusia garcibarrigae Cuatrec.
- Clusia gardneri Planch. & Triana
- Clusia gaudichaudii Cambess.
- Clusia gentlei Lundell
- Clusia globosa Maguire
- Clusia glomerata Cuatrec.
- Clusia gracilis Standl.
- Clusia grammadenioides Pipoly
- Clusia grandiflora Splitg.
- Clusia gratula Maguire
- Clusia guatemalensis Hemsl.
- Clusia guaviarensis Cuatrec.
- Clusia guayanae Pipoly
- Clusia guedesiana Huber
- Clusia gundlachii Stahl
- Clusia hachensis Cuatrec.
- Clusia hammeliana Pipoly
- Clusia haughtii Cuatrec.
- Clusia havetioides (Griseb.) Planch. & Triana
- Clusia hexacarpa Gleason
- Clusia hilariana Schltdl.
- Clusia hoffmannseggiana Schltdl.
- Clusia huberi Pipoly
- Clusia hydrogera Cuatrec.
- Clusia hylaeae Pipoly
- Clusia ildefonsiana A.Rich. ex Planch. & Triana
- Clusia imbricata Steyerm.
- Clusia immersa C.M.Vieira
- Clusia inesiana Cuatrec.
- Clusia insignis Mart.
- Clusia intermedia G.Mariz
- Clusia intertexta Britton
- Clusia kanukuana Maguire
- Clusia lanceolata Cambess.
- Clusia latifolia Cuatrec.
- Clusia latipes Planch. & Triana
- Clusia laurifolia Planch. & Triana
- Clusia laxiflora (Poepp.) Planch. & Triana
- Clusia lechleri Rusby
- Clusia lehmannii Vesque
- Clusia leprantha Mart.
- Clusia leptanthera Cuatrec.
- Clusia liesneri Maguire
- Clusia lineata (Benth.) Planch. & Triana
- Clusia longipetiolata Schery
- Clusia longistyla Cuatrec.
- Clusia lopezii Maguire
- Clusia loranthacea Planch. & Triana
- Clusia loretensis Engl.
- Clusia lunanthera Maguire
- Clusia lundellii Standl.
- Clusia lusoria Standl. & Steyerm.
- Clusia macropoda Klotzsch ex Engl.
- Clusia magnifolia Cuatrec.
- Clusia maguireana Pipoly
- Clusia major L.
- Clusia mamillata Cuatrec.
- Clusia mangle Rich. ex Planch. & Triana
- Clusia martiana Engl.
- Clusia massoniana Lundell
- Clusia mayana Lundell
- Clusia melchiorii Gleason
- Clusia microphylla Engl.
- Clusia microstemon Planch. & Triana
- Clusia minor L.
- Clusia minutiflora Diels
- Clusia mirandensis (Maguire) Pipoly
- Clusia mituana Cuatrec.
- Clusia moaensis Borhidi & O.Muñiz
- Clusia mocoensis Cuatrec.
- Clusia modesta Maguire
- Clusia monantha Cuatrec.
- Clusia monocarpa Urb.
- Clusia multiflora Kunth
- Clusia multilineata Pipoly
- Clusia mutica Maguire
- Clusia mutisiana Cuatrec.
- Clusia myriandra (Benth.) Planch. & Triana
- Clusia myrsinites Ewan
- Clusia nemorosa G.Mey.
- Clusia nervosa (Planch. & Triana) Engl.
- Clusia neumphylla Cuatrec.
- Clusia neurosa Cuatrec.
- Clusia niambiensis Pipoly, Cogollo & M.S.González
- Clusia nipensis Borhidi
- Clusia nutans Planch. & Triana
- Clusia obdeltifolia Bittrich
- Clusia oblanceolata Rusby
- Clusia obovata (Spruce ex Planch. & Triana) Pipoly
- Clusia octandra (Poepp.) Pipoly
- Clusia octopetala Cuatrec.
- Clusia odorata Seem.
- Clusia opaca Maguire
- Clusia organensis Planch. & Triana
- Clusia orthoneura Standl.
- Clusia osseocarpa Maguire
- Clusia ovalis Cuatrec.
- Clusia ovigera Planch. & Triana
- Clusia pachamamae Zent.-Ruíz & A.Fuentes
- Clusia pachyphylla Gleason
- Clusia paisarum Pipoly
- Clusia pallida Engl.
- Clusia palmana Standl.
- Clusia palmicida Rich. ex Planch. & Triana
- Clusia panapanari (Aubl.) Choisy
- Clusia paralicola G.Mariz
- Clusia parviflora Humb. & Bonpl. ex Willd.
- Clusia parvifolia Maguire
- Clusia parvula (Maguire) Pipoly
- Clusia pavonii Planch. & Triana
- Clusia penduliflora Engl.
- Clusia pentandra Cuatrec.
- Clusia pentarhyncha Planch. & Triana
- Clusia pernambucensis G.Mariz
- Clusia perscariosa Maguire
- Clusia peruviana Szyszył.
- Clusia petiolaris Planch. & Triana
- Clusia phelpsiae Lasser & Maguire
- Clusia phelpsiana Maguire
- Clusia picardae Urb.
- Clusia pilgeriana Mansf.
- Clusia pithecobia Standl. & L.O.Williams
- Clusia planchoniana Engl.
- Clusia platystigma Eyma
- Clusia plukenetii Urb.
- Clusia plumeri Planch. & Triana
- Clusia plurivalvis Little
- Clusia polyandra (Vesque) Pipoly
- Clusia polyantha Cuatrec.
- Clusia polysepala Engl.
- Clusia polystigma Little
- Clusia popayenensis Planch. & Triana
- Clusia portlandiana R.A.Howard & Proctor
- Clusia pringlei Lundell
- Clusia pseudochina Poepp.
- Clusia pseudohavetia Planch. & Triana
- Clusia pseudomangle Planch. & Triana
- Clusia ptaritepuiensis (Steyerm.) Pipoly
- Clusia pulcherrima Engl.
- Clusia purpurea (Splitg.) Engl.
- Clusia pusilla Steyerm.
- Clusia quadrangula Bartlett
- Clusia radiata Maguire & Phelps
- Clusia radicans Pav. ex Planch. & Triana
- Clusia ramosa Rusby
- Clusia renggerioides Planch. & Triana
- Clusia riedeliana Engl.
- Clusia rigida M.H.G.Gust.
- Clusia riojensis Engl.
- Clusia robusta Eyma
- Clusia rosea Jacq.
- Clusia rosiflora Planch. & Linden ex Planch. & Triana
- Clusia rotundata Standl.
- Clusia rotundifolia Gleason
- Clusia salvinii Donn.Sm.
- Clusia sandiensis Engl.
- Clusia savannarum Maguire
- Clusia schomburgkiana (Planch. & Triana) Benth. ex Engl.
- Clusia schomburgkii Vesque
- Clusia schultesii Maguire
- Clusia sclerophylla Cuatrec.
- Clusia scrobiculata Benoist
- Clusia seemanii Planch. & Triana
- Clusia sellowiana Schltdl.
- Clusia silvicola Britton
- Clusia sipapoana (Maguire) Pipoly
- Clusia skotaster Gilli
- Clusia spathulifolia Engl.
- Clusia sphaerocarpa Planch. & Triana
- Clusia spiritu-sanctensis G.Mariz & B.Weinberg
- Clusia spruceana Planch. & Triana
- Clusia stenophylla Standl.
- Clusia steyermarkii Maguire
- Clusia studartiana C.M.Vieira & A.G.Silva
- Clusia stylosa Maguire
- Clusia subsessilis Benth.
- Clusia tabulamontana Maguire
- Clusia tarmensis Engl.
- Clusia tenuifolia Cuatrec.
- Clusia tequendamae Cuatrec.
- Clusia ternstroemioides Rusby
- Clusia tetra-trianthera Maguire
- Clusia tetragona Pipoly & Cogollo
- Clusia tetrandra Humb. & Bonpl. ex Willd.
- Clusia tetrastigma Vesque
- Clusia thurifera Planch. & Triana
- Clusia tocuchensis Britton
- Clusia torresii Standl.
- Clusia triflora Cuatrec.
- Clusia trochiformis Vesqne
- Clusia troncosii Maguire
- Clusia uleana Engl.
- Clusia uniflora Lundell
- Clusia uvitana Pittier
- Clusia vaginata Cuatrec.
- Clusia valerii Standl.
- Clusia veneralensis Cuatrec.
- Clusia venulosa Cuatrec.
- Clusia venusta Little
- Clusia verapazensis Lundell
- Clusia viscida Engl.
- Clusia vittata Cuatrec.
- Clusia volubilis Kunth
- Clusia weberbaueri Engl.
- Clusia weddelliana Planch. & Triana